# Ипора (микрорегион)

Ипора на карте.

Ипора (порт. Microrregião de Iporá) — микрорегион в Бразилии, входит в штат Гояс. Составная часть мезорегиона Центр штата Гойас. Население составляет 59 086 человек (на 2010 год). Площадь — 7074,210 км². Плотность населения — 8,35 чел./км².

## Демография
Согласно сведениям, собранным в ходе переписи 2010 г. Национальным институтом географии и статистики (IBGE), население микрорегиона составляет:						
| Полное население                             | Полное население                             | Полное население                             | Полное население                             | 59 086 |
| -------------------------------------------- | -------------------------------------------- | -------------------------------------------- | -------------------------------------------- | ------ |
| в том числе:                                 | Городское население                          | 47 147                                       | Процент городского населения, %              | 79,79  |
|                                              | Сельское население                           | 11 939                                       | Процент сельского населения, %               | 20,21  |
|                                              | Мужское население                            | 29 552                                       | Процент мужского населения, %                | 50,02  |
|                                              | Женское население                            | 29 534                                       | Процент женского населения, %                | 49,98  |
| Плотность населения, чел/км²                 | Плотность населения, чел/км²                 | Плотность населения, чел/км²                 | Плотность населения, чел/км²                 | 8,35   |
| Население микрорегиона в % к населению штата | Население микрорегиона в % к населению штата | Население микрорегиона в % к населению штата | Население микрорегиона в % к населению штата | 0,98   |

## Статистика
- Валовой внутренний продукт на 2003 год составляет 295 014 363,00 реалов (данные: Бразильский институт географии и статистики).
- Валовой внутренний продукт на душу населения на 2003 год составляет 4719,31 реалов (данные: Бразильский институт географии и статистики).
- Индекс развития человеческого потенциала на 2000 год составляет 0,755 (данные: Программа развития ООН).

## Состав микрорегиона
В составе микрорегиона включены следующие муниципалитеты:
1. Аморинополис
2. Кашуэйра-ди-Гояс
3. Коррегу-ду-Ору
4. Фазенда-Нова
5. Ипора
6. Израэландия
7. Иволандия
8. Жаупаси
9. Мойпора
10. Нову-Бразил